# Spacelab (brano musicale)
Spacelab è la seconda traccia dell'ottavo album del gruppo tedesco di musica elettronica Kraftwerk, Die Mensch-Maschine, pubblicato nel 1978.
Il brano è quasi interamente strumentale ed una versione accorciata è stata distribuita come b-side del singolo Die Roboter.

## Composizione
Il brano è stato scritto da Karl Bartos e Ralf Hutter. Il tema principale (composto da due accordi, Mib maggiore e Do maggiore), su cui poi si sviluppa anche il vocoder, fu composto da Bartos, mentre la sezione strumentale era opera di Hutter. Le parti del vocoder sono eseguite da Florian Schneider. Il titolo (Spacelab) si riferisce al laboratorio che volò nello spazio a bordo dello Space Shuttle.

## Formazione
- Ralf Hütter: Sintetizzatori, sequencer.
- Florian Schneider: Sintetizzatori, vocoder.
- Karl Bartos: Sintetizzatori, drum machine.
- Wolfgang Flür: Percussioni elettroniche.